# سرباز حلبی استوار
سرباز حلبی استوار (دانمارکی: Den standhaftige tinsoldat) یک افسانه ادبی از هانس کریستیان آندرسن نویسندهٔ دانمارکی است که نخستین بار در تاریخ ۲ اکتبر ۱۸۳۸ در کپنهاگ منتشر شد. این داستان دربارهٔ سرباز حلبی‌ای است که تنها یک پا دارد و عاشق بالرینایی کاغذی می‌شود. «سرباز حلبی استوار» یکی از نخستین افسانه‌هایی بود که آندرسن آن را بر پایهٔ هیچ منبع فولکلور یا داستان پیشینی ننوشته بود، و حاصل تخیل ادبی خالص اوست.

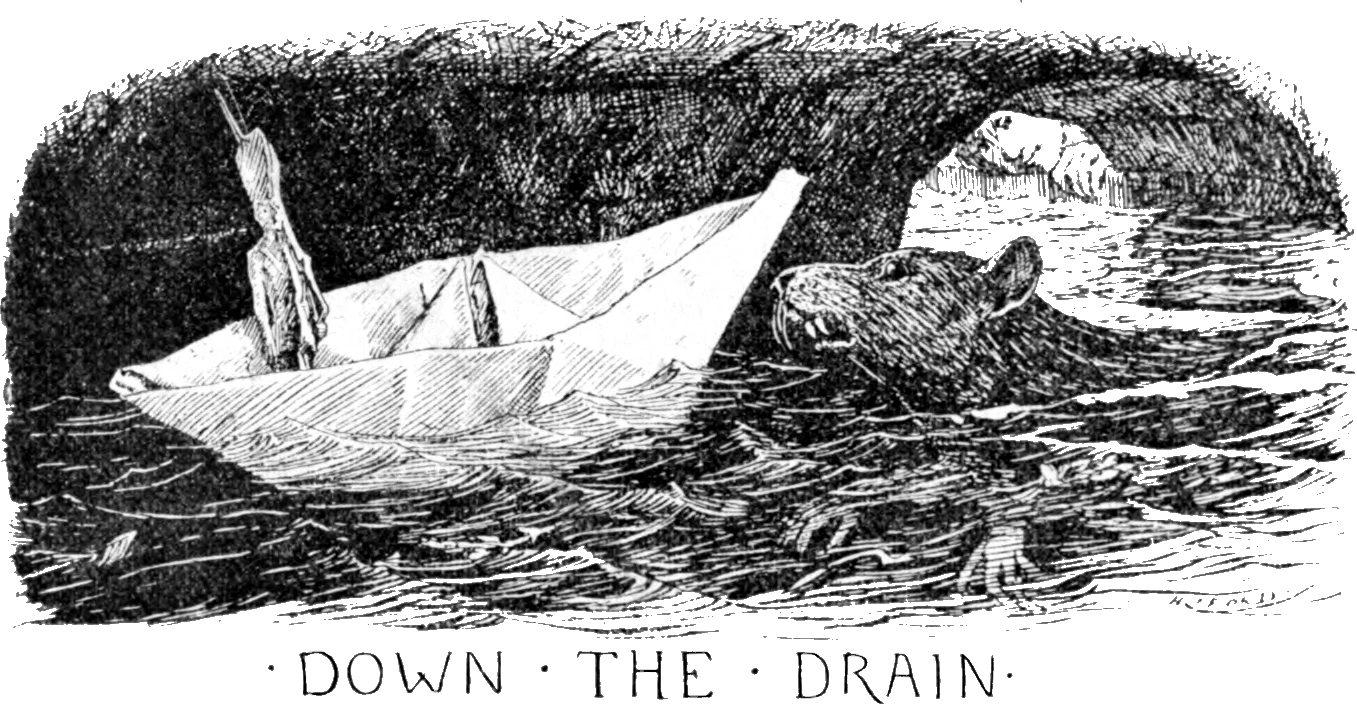
تصویرسازی از «کتاب افسانهٔ زرد» (۱۸۹۴)

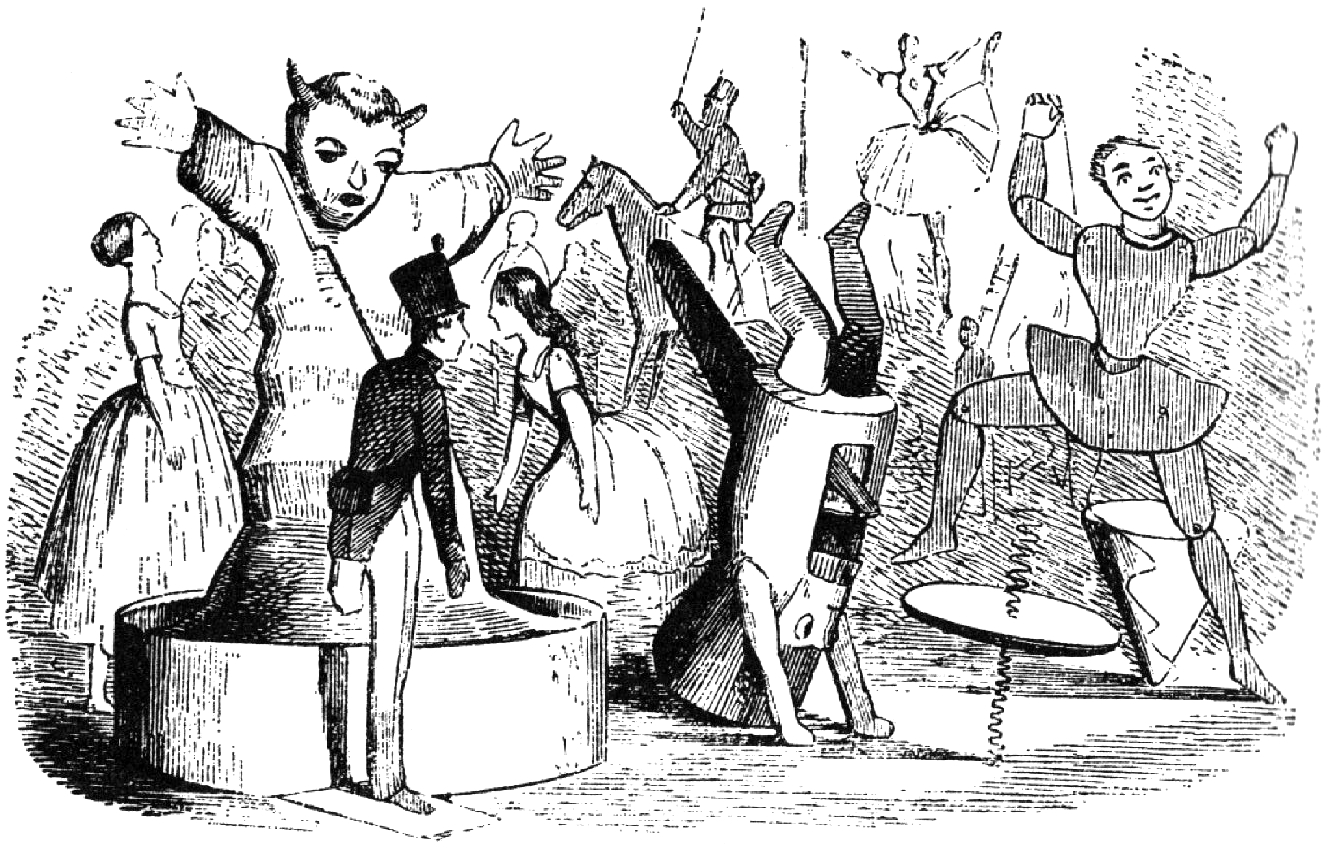
تصویر توسط ویلهم پدرسن ، اولین تصویرگر آندرسن (۱۸۵۰)

## خلاصهٔ داستان
روزی روزگاری، پسربچه‌ای برای تولدش مجموعه‌ای از ۲۵ سرباز حلبی هدیه می‌گیرد که همگی از یک قاشق حلبی ذوب‌شده ساخته شده‌اند. اما آخرین سرباز که قالب‌گیری‌اش با مقدار باقیماندهٔ قلـع انجام شده، فقط یک پا دارد. با وجود این نقص، او همچنان محکم و استوار ایستاده و سربازی وفادار باقی مانده‌است.
در نزدیکی او، بالرینایی کاغذی با نوار درخشانی بر لباسش ایستاده که یک پایش را بالا نگه داشته و به نظر می‌رسد او نیز مانند سرباز فقط یک پا دارد. این شباهت باعث می‌شود سرباز عاشق بالرینا شود. اما عروسکی از جعبهٔ فنری (jack-in-the-box) که گویا او نیز به بالرینا علاقه دارد، به سرباز هشدار می‌دهد که از او چشم بردارد.
روز بعد، به‌طرزی مشکوک سرباز از پنجره به بیرون سقوط می‌کند (احتمالاً کار عروسک فنری است) و وارد خیابان می‌شود. دو پسربچه او را پیدا می‌کنند، در قایقی کاغذی می‌گذارند و او را در جوی آب روانه می‌کنند. قایق از میان فاضلاب عبور می‌کند و موشی بزرگ در مسیر از سرباز طلب عوارض می‌کند، اما سرباز بی‌توجه ادامه می‌دهد.
قایق وارد کانالی می‌شود و آن‌جا ماهی بزرگی او را می‌بلعد. مدتی بعد، ماهی شکار می‌شود، شکمش را می‌شکافند و سرباز حلبی دوباره روی میز خانه و در برابر بالرینا قرار می‌گیرد. اما بی‌هیچ دلیل روشنی، پسر بچه سرباز را در شومینه می‌اندازد؛ احتمالاً این نیز نقشه‌ای از سوی عروسک فنری بوده‌است.
طوفانی از باد، بالرینا را هم به داخل آتش می‌برد. او و سرباز حلبی با هم در آتش می‌سوزند. صبح روز بعد، خدمتکار هنگام تمیز کردن شومینه، از میان خاکستر، قلب کوچکی از قلـع مذاب و نگین سوختهٔ لباس بالرینا را پیدا می‌کند.

## درون‌مایه و تحلیل
داستان، تجلی فداکاری، استواری در عشق، پذیرش سرنوشت و وفاداری در دل خطر و ناملایمات است. سرباز حلبی با وجود نقص جسمانی‌اش (نداشتن یک پا) در برابر چالش‌هایی چون سقوط، سفر از میان فاضلاب، بلعیده‌شدن و سرانجام سوختن در آتش، همچنان «استوار» می‌ماند.

## پیشینهٔ انتشار
این افسانه برای نخستین بار در ۲ اکتبر ۱۸۳۸ در مجموعهٔ «افسانه‌ها برای کودکان. مجموعهٔ نوین. دفتر اول» در کنار داستان‌های «گل‌داوودی» و «قوهای وحشی» منتشر شد. بعدها در سال ۱۸۴۹ در مجموعهٔ کامل افسانه‌ها و بار دیگر در سال ۱۸۶۲ در جلد اول «افسانه‌ها و داستان‌ها» تجدید چاپ شد.

## اقتباس‌ها
این داستان در قالب‌های گوناگون هنری بازآفرینی شده‌است:
- در سال ۱۹۳۴، انیمیشنی به نام سرباز شجاع حلبی بر اساس این داستان ساخته شد.
- در سال ۲۰۰۰، انیمیشن کوتاهی در فیلم فانتازیا ۲۰۰۰ شرکت دیزنی به این افسانه اختصاص یافت که با قطعه‌ای از شوستاکوویچ همراه بود.
- در سال ۱۹۷۶، استودیوی سویوزمولتفیلْم نسخه‌ای انیمیشنی از داستان ساخت.
- در داستان مصور Baltimore, or The Steadfast Tin Soldier and the Vampire، مایک مینیولا روایت را با فضای فراطبیعی و خون‌آشامی ترکیب کرده‌است.
- داستان در چندین نمایش باله، از جمله اثری از جورج بالانشین، بازسازی شده‌است.

## میراث فرهنگی
سرباز حلبی استوار به یکی از نمادهای ادبی وفاداری، استقامت و عشق خالص بدل شده‌است. حضور او در شعر، موسیقی، نمایش و آثار ادبی مدرن نشان از تأثیر ماندگار این اثر دارد. نام «سرباز حلبی استوار» در زبان‌های گوناگون به‌صورت اصطلاحی رایج درآمده که برای توصیف افرادی با پشتکار و وفادار به‌کار می‌رود.